# Brotality (banda)
Brotality es una banda estadounidense de thrash y groove metal que se originó en Narrowsburg, Nueva York . La banda comenzó en 2016 entre los hermanos Bryce (guitarra/voz) y Reece Maopolski (bajo/voz). En 2018, Liam Fenton se unió a la banda en la batería y la banda comenzó a grabar y realizar espectáculos junto a Knocked Loose, Red, Deep Purple, y Judas Priest . La banda cita a Mastodon, Alice Cooper, Metallica, Silent Planet, August Burns Red y muchos otros como influencias.

## Historia
Brotality comenzó en 2016 entre los hermanos Bryce y Reece Maopolski, quienes tocaron guitarras y bajo, respetuosamente, y ambos manejaron la voz. La banda, sin embargo, no se completó hasta que los hermanos conocieron a Liam Fenton en 2018, quien se uniría a la banda en la batería. Con Fenton en la banda, los tres lanzaron su primer EP, que se tituló Hypernova . Sin embargo, este EP fue grabado por Bryce, tocando guitarras, bajo y batería, sin la participación de Reece y Liam. Más tarde ese año, en septiembre de 2018, la banda abriría tanto para Deep Purple como para Judas Priest . Al año siguiente, la banda lanzó "Painmonger", seguido de su segundo EP titulado The Provocation en marzo de 2019.  Esta vez, el EP presentó a toda la banda, una desviación importante del sonido djent del primer lanzamiento. Bryce también mezclaría y masterizaría el lanzamiento. En septiembre de 2019, la banda lanzó "Legions Fall", que será su sencillo debut de su próximo álbum. En marzo de 2020, la banda firmó con Rottweiler Records, un sello de Fort Wayne, Indiana, que también alberga bandas como Symphony of Heaven, Taking the Head of Goliath, Soul Embraced y Skald in Veum . Su firma también vio el lanzamiento de su próximo sencillo, "Salting the Wound". El 26 de junio de 2020, la banda estrenó su video con la letra de "Spiral Out", que luego se lanzaría el 3 de julio La banda también participó en un espectáculo tributo a Steve Rowe de Mortification, organizado por Exodo Festival, con una versión de la canción "Gut Wrench" de Primitive Rhythm Machine .

El 16 de octubre de 2020, la banda lanzó su segundo D45, Foxhole, que incluía tanto "Foxhole" como "Dirtnap". El 17 de octubre de 2020, la banda estrenó su video musical debut, "Foxhole". El álbum debut de la banda, Worldwide Desolation, fue lanzado el 5 de febrero de 2021 a través de Rottweiler con críticas muy positivas. El 28 de septiembre, la banda anunció la partida de Liam Fenton en pos de su vida personal, tocando su último show el 3 de octubre de 2021. Con la partida de Fenton, Tanner Snyder y Tyler Tompkins fueron llamados para reemplazarlos hasta que se pudiera encontrar un reemplazo. Snyder tocó en un puñado de shows, con Tompkins cubriendo durante cinco meses hasta el 2 de marzo de 2022, cuando John Haring fue contratado y anunciado como el miembro más nuevo de la banda.

## Integrantes
Actual
- Bryce Maopolski - guitarras, voz (2016-presente), bajo, programación de batería (2018)[3]
- Reece Maopolski - bajo, voz (2016-presente)
- John Haring - batería (2022-presente)

Anterior
- Liam Fenton - batería, coros (2018-2021)

- Tanner Snyder - batería (2021)
- Tyler Tompkins - batería (2021-2022)

</br>Cronología

## Discografía
Álbumes de estudio
- Desolación mundial (2021)
- El bosque acabará contigo (2022)

EP
- Hipernova (2018)
- La provocación (2019)
- Trinchera (2020)
- Prisioneros del Abismo (2020)

Individual
- "Pintor" (2019)
- "Legion Falls" (2019)
- "Salando la herida" (2020)
- "Espiral fuera" (2020)
- "Trinchera" (2020)
- "Siesta sucia" (2020)
- "Prisioneros del Abismo" (2020)
- "Caída en picada" (2021)